# マドンナ議員
マドンナ議員（マドンナぎいん）は、日本において女性議員を指す言葉の一つ。特に容姿の良い女性議員に使われることが多い。

## 概要
マドンナ議員は、1985年に日本社会党が1986年6月の第14回参院選に向けて大都市圏の選挙区に女性候補を立てようとした「プリマドンナ発掘作戦」から由来している。この作戦は、前回の第13回参院選では東京、神奈川、愛知、大阪の4選挙区で社会党が全敗したことを受けて、これまでの都市圏での選挙に弱い社会党のイメージを払拭するため、従来の労組役員や党歴を重視した候補者選びではなく、新鮮味を感じさせる候補者として党外から女性を見つけ出し無党派層の獲得を狙ったものであった。この作戦により、後に法務大臣を務める千葉景子が初当選を果たす。
しかし、同時に実施された第38回衆議院議員総選挙では社会党が惨敗したことを受けて石橋政嗣社会党委員長が辞職すると、土井たか子が委員長に就任する。土井の党首就任により、ミニ政党を除いて初の女性党首が誕生した。1989年に行われた第15回参院選にて、社会党は女性党首の清新さをアピールすることやマドンナと呼ばれる女性候補を大量擁立するなど女性票の獲得を意識した選挙戦略をとった。その結果、宇野宗佑内閣総理大臣の女性スキャンダルによる自由民主党への不信感と土井個人の人気もあり、社会党が改選議席の倍以上を獲得する土井ブームが起こり、特に新人女性議員の当選が目立ったことからマドンナブームとも呼ばれた。

## マドンナブーム終息後
マドンナブームの終息とともにマドンナ議員という呼び方は下火になったが、その後も散発的に女性議員のブームが起きている。2005年の第44回衆議院議員総選挙では、小泉旋風によって当選した新人女性議員を小泉シスターズと呼ばれていたり、2009年の第45回衆議院議員総選挙では、民主党の小沢一郎幹事長が自民党大物議員の地盤に新人女性候補を立て、多くの当選者を出したことからその時の新人女性議員を小沢ガールズという名称が生まれた。
また、藤川優里八戸市議会議員がネット掲示板の書き込みから「美人すぎる市議会議員」として注目が集めたこときっかけに、「美人すぎる議員」という言葉も生まれる。「美人すぎる議員」には、藤川のほか江村理紗京都市会議員や伊藤良夏大阪市会議員などがメディアの注目を集めている。